# バカリ・コネ (ブルキナファソ出身の選手)
バカリ・コネ（Bakary Koné, 1988年4月27日 - ）は、ブルキナファソ・ワガドゥグー出身の元サッカー選手。元ブルキナファソ代表。現役時代のポジションはDF。

## 経歴
2005年からブルキナファソのエトワール・フィランテ・デ・ワガドゥグーでプロキャリアをスタートさせた。2006年7月、フランスのEAギャンガンに移籍した。2011年にオリンピック・リヨンに移籍した。

## 代表歴
ブルキナファソ代表として2007年にA代表デビューを果たした。

## 所属クラブ
- エトワール・フィランテ・デ・ワガドゥグー 2005-2006
- EAギャンガン 2006-2011
- オリンピック・リヨン 2011-2016
- マラガCF 2016-2018
  -  RCストラスブール 2017-2018 (loan)
- MKEアンカラギュジュ 2018-2019
- FCアルセナル・トゥーラ 2019-2020
- ケーララ・ブラスターズFC 2020-2021